# Artur Vieregg
Artur Vieregg, né le 8 mai 1884 à Berlin et mort en 1946 en captivité soviétique, est un patineur artistique allemand qui concourt dans les années 1910 et 1920 ; il est double vice-champion d'Allemagne en 1912 et 1922.

## Biographie

### Carrière sportive
Artur Vieregg commence au club de patinage sur glace de Berlin en 1886. Dans les années 1920, il est le troisième meilleur patineur artistique allemand derrière Werner Rittberger et Paul Franke. Il monte huit fois sur le podium des championnats allemands, dont deux fois sur la 2e marche en 1912 et 1922.
Il représente son pays à trois championnats d'Europe à Davos (1922, 1924 et 1926) et à un mondial (1923 à Vienne).

### Reconversion
Après sa carrière sportive, il travaille comme juge et entraîneur de patinage artistique. Il est l'auteur du livre allemand Der Eisläufer.
Il travaille également comme chargé de cours à l'Université allemande d'éducation physique (Deutsche Hochschule für Leibesübungen) à Berlin.
De 1923 à 1934, il est président de l'Association allemande des motocyclistes (Deutschen Motorradfahrer-Verbandes) et organise de nombreuses courses de motos, notamment sur l'AVUS, le Nürburgring ou le Schottenring.
De 1935 à 1939, il est directeur technique et sportif au Sportpalast de Berlin.
Il est enrôlé comme major dans la réserve au début de la Seconde Guerre mondiale, et meurt en 1946 en captivité dans un camp soviétique.

## Palmarès
| Compétition | 1912 | 1913 | 1914 | 1915 | 1916 | 1917 | 1918 | 1919 | 1920 | 1921 | 1922 | 1923 | 1924 | 1925 | 1926 |
| Jeux olympiques |      |      |      |      | JA   |      |      |      | JI   |      |      |      | JI   |      |      |
| Championnats du monde |      |      |      | CA   | CA   | CA   | CA   | CA   | CA   | CA   |      | 6e   |      |      |      |
| Championnats d’Europe |      |      |      | CA   | CA   | CA   | CA   | CA   | CA   | CA   | 8e   |      | 8e   |      | 8e   |
| Championnats d'Allemagne                                                                                                   | 2e   |      |      | CA   | CA   | CA   | CA   | CA   | 3e   | 3e   | 2e   | 3e   | 3e   | 3e   | 3e   |
| Légende : JA = Jeux olympiques annulés ; JI = Jeux olympiques interdits aux athlètes allemands ; CA = Championnats annulés |      |      |      |      |      |      |      |      |      |      |      |      |      |      |      |